# Anoectochilus pingbianensis
Anoectochilus pingbianensis är en orkidéart som beskrevs av Kai Yung Lang. Anoectochilus pingbianensis ingår i släktet Anoectochilus och familjen orkidéer. Inga underarter finns listade i Catalogue of Life.